# Ajuda humanitária cristã
A ajuda humanitária cristã agrupa as ações humanitárias de organizações não governamentais cristãs. Caridade é um conceito de grande importância no cristianismo. As ações humanitárias são, portanto, um setor onde algumas igrejas doam recursos financeiros e se envolvem para ajudar quem precisa, demonstrando compaixão. A Igreja Católica é a maior provedora não governamental de saúde, educação e saúde do mundo.

## Origem
A ajuda humanitária cristã moderna vem dos ensinamentos da Bíblia. De fato, a caridade, essa preocupação de ajudar os pobres e necessitados, é um conceito claramente estabelecido a partir do Antigo Testamento. De acordo com o Livro do Êxodo, parte do dízimo foi devotada aos pobres (órfãos, viúvas, estrangeiros). De acordo com o Novo Testamento, Jesus falou muito sobre o assunto, além de realizar ações (curas físicas e espirituais). No Sermão da Montanha, ele ensinou que se deve olhar não apenas para os amigos, mas também para os inimigos. Deu também o exemplo ao acolher indivíduos marginalizados, como pessoas com deficiência.  Jesus se comparou a um médico que veio para curar espiritualmente os doentes.  Na Parábola do Bom Samaritano, ele descreveu os cuidados médicos pagos por um Samaritano a um Judeu (ambos os povos eram inimigos) como modelo de amor ao próximo.  Paulo de Tarso também levantou fundos para os desprivilegiados. 
Os mosteiros e as ordens monásticas católicos têm, desde a Idade Média, uma longa tradição de caridade, asilo e ajuda aos pobres.  As igrejas protestantes conhecem o ministério de diáconos, que são responsáveis por ajudar os pobres. As sociedades missionárias dos séculos XVIII e XIX frequentemente ofereciam ajuda humanitária paralelamente à sua principal atividade de evangelização. 
É no curso de século XIX que nascem as primeiras ONGs cristãs. A YMCA, uma ONG protestante, foi criada em 1844 em Londres.  Depois veio Caritas, uma ONG católica, fundada em Colônia, em 1897.  Do lado das igrejas evangélicas, a cultura empreendedora do movimento favoreceu a criação de múltiplas ONGs. Como o movimento humanitário, o crescimento das ONGs cristãs torna-se particularmente visível na década de 1970.  Algumas delas são reconhecidas como importantes atores do desenvolvimento.   

## Características e pontos fortes das ONGs humanitárias cristãs
Não há uma definição universal desses organismos; uma ONG humanitária cristã é considerada como tendo pelo menos uma das seguintes características:
- ser afiliado a uma organização religiosa,
- referências religiosas explícitas em seus estatutos,
- o apoio financeiro de uma organização religiosa,
- a seleção de seu conselho de diretores ou equipes é baseada em princípios ou afiliação religiosa,
- Suas decisões são baseadas em princípios religiosos.

Enquanto contatos com igrejas locais frequentemente tornam possível trabalhar em países ou regiões de difícil acesso para organizações governamentais ou internacionais, bem como para lançar alertas em caso de problemas, a dimensão internacional de muitas ONGs cristãs permite que eles se reúnam. fundos substanciais e para divulgar e promover suas ações. 
Parece que às vezes muçulmanos preferem receber ajuda de organizações humanitárias cristãs e não de organizações não-religiosas, considerando religião como uma garantia de boa moral e de virtude.

## Trabalhadores humanitários
Em algumas ONGs cristãs, a equipe não é apenas cristã. No entanto, valores espirituais comuns são uma característica comum entre funcionários e voluntários de ONGs cristãs.   De acordo com trabalhadores humanitários cristãos, seu compromisso é motivado por valores espirituais de compaixão e misericórdia.  Em algumas ONGs, como a Mercy Ships, todos os funcionários são voluntários e têm que pagar por acomodação e alimentação, além de trabalhar de graça. 

## Políticas de intervenção
A maioria das ONGs cristãs ajuda a todos, independentemente da religião. Com o crescimento da secularização em alguns países, algumas ONGs cristãs minimizaram sua identidade religiosa. Em algumas ONGs isso depende do contexto cultural da antena nacional. 
Ao contrário de certos clichês, muitas ONGs evangélicas não misturam ajuda humanitária e evangelização.  Mas, por outro lado, algumas ONGs evangélicas não podem fornecer ajuda sem acompanhar a evangelização. A diversidade de movimentos evangélicos torna ambos os cenários possíveis. Em algumas partes do mundo, como no continente africano, a cultura local dá muita importância às coisas espirituais, o que torna difícil para algumas pessoas entender ou aceitar o trabalho de ONGs humanitárias que não exibem sua identidade religiosa.

## Resultados e orçamentos
Em 2007, as ONGs cristãs representavam 57,4% das ONGs filiadas às Nações Unidas. 
De acordo com um estudo de inglês de Elizabeth Ferris, publicado em 2005 na revista International Review of the Red Cross, as ONGs cristãs têm grandes orçamentos e considerável apoio financeiro em escala global. Este mesmo estudo dá os seguintes números:
- ONGs ligadas ao Conselho Mundial de Igrejas, bem como Caritas, gastam mais de US $ 1 bilhão por ano em ajuda e desenvolvimento.
- A Federação Luterana Mundial tem um orçamento de US $ 73 milhões para ajuda e desenvolvimento.
- De acordo com um estudo de 1953, ONGs religiosas teriam dado 90% da ajuda dada após a Segunda Guerra Mundial.
- De acordo com William Headley (Catholic Relief Services), 1/3 dos pacientes com AIDS no mundo são cuidadas com a ajuda da Igreja Católica.

De acordo com sociólogo Sébastien Fath, as igrejas evangélicas e as ONGs que elas apóiam estão desenvolvendo um empreendedorismo humanitário internacional que os líderes políticos levam cada vez mais em consideração.  Eles seriam atores geopolíticos essenciais no campo humanitário.

## Organizações Católicas Internacionais
No mais importante nível internacional  ONG humanitária Católicos, existem Caritas e Emmaus International. 

## Organizações Protestantes Internacionais
Ao nível de organizações humanitárias protestantes históricas internacionais, existem organizações relacionadas com a igreja, tais como Lutheran World Relief e United Methodist Committee on Relief. .  A mais importante  ONG humanitária  protestante internacional não anexada diretamente para uma igreja é a Associação Cristã de Moços. 

## Organizações Evangélicas Internacionais

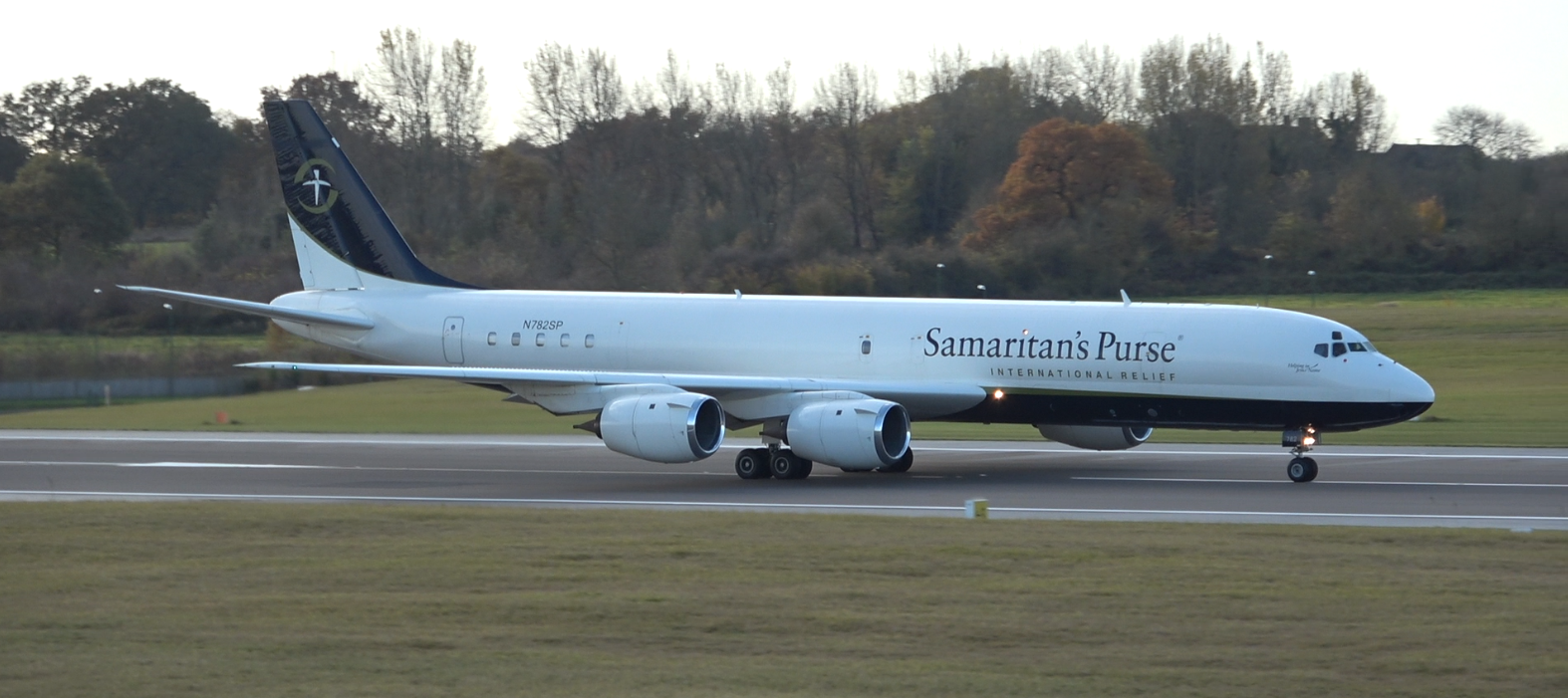
Um dos aviões Samaritan's Purse usados para o transporte de emergência de necessidades básicas e trabalhadores humanitários em Birmingham, Inglaterra, 2019

Na década de 1940, nos Estados Unidos, o neo-evangelicalismo desenvolveu a importância de justiça social e ações humanitárias nas igrejas  evangélicas.  A maioria das organizações cristãs evangélicas humanitárias foi fundada na segunda metade do século XX. Entre aqueles com os países mais parceiros, houve a fundação de World Vision International (1950), Samaritan's Purse (1970), Mercy Ships (1978), Prison Fellowship International (1979), International Justice Mission (1997). 

## Polêmicas
Às vezes há problemas de colaboração entre ONGs e ONGs não denominacionais na luta contra a Síndrome da Imunodeficiência Adquirida (AIDS), especialmente por causa de diferentes opiniões sobre uso de preservativos masculinos. 
Em Bangladesh, as ONGs cristãs são às vezes criticadas por sua atividade de evangelização. De acordo com o sociólogo Martin Geoffrey, não há política global, mas alguns funcionários de ONGs cristãs distribuem Bíblias: "Não devemos esquecer que o objetivo de todos os evangélicos é evangelizar".  O trabalho de alguns grupos evangélicos é às vezes criticado por ONGs cristãs mais tradicionais, porque eles não separam a evangelização da ajuda humanitária, o que teria repercussões para todas as ONGs humanitárias cristãs. Por exemplo, o "Conselho de Igrejas da Indonésia" distanciou-se explicitamente do  tsunami de 2004 de grupos evangélicos que, segundo os meios de comunicação, evangelização misturada e ajuda humanitária às populações muçulmanas. 
Às vezes, é difícil para as ONGs cristãs e muçulmanas colaborarem umas com as outras. 
Em 2007, uma denúncia anônima acusou funcionários locais da World Vision International na Libéria de desviar estoques de alimentos e materiais de construção para uso pessoal.  A ONG enviou investigadores a diferentes cidades parceiras no país e estimou que 90% de sua ajuda no país havia desaparecido em fraudes, enquanto relatórios mencionavam cidades que nem existiam. Após esse evento, a organização criou uma linha direta de denúncia de fraude.
De acordo com um estudo de 2016 em Bradford (West Yorkshire), Reino Unido, a maioria das distribuições de alimentos organizadas na cidade por instituições de caridade cristãs (ou não-religiosas) não oferecia comida halal, o que poderia desencorajar os muçulmanos (geralmente de origem paquistanesa) precisam se beneficiar dessa caridade. 

## Críticas
Em 2003, Abby Stoddard criticou as ONGs cristãs por não respeitarem o princípio da neutralidade no conflito armado no Sudão do Sul, devido ao seu apoio à independência regional.
De acordo com um estudo de caso de 2005 do Rajasthan, a fé e a compaixão podem às vezes tornar os membros das ONGs cristãs cegos às reais necessidades e circunstâncias das pessoas que estão sendo ajudadas, enquanto os trabalhadores humanitários constroem uma imagem mental simplificadora dos objetos de suas orações como sempre pobres e necessitadas. 
A ação de Madre Teresa em Calcutá tem sido descrita por algumas pessoas como "um empreendimento imperialista da Igreja Católica contra uma população oriental, em uma cidade do leste", uma "adoração ao sofrimento", pouco preocupado com a higiene. 